# Крупозавод
Крупозаво́д — посёлок в Новоспасском районе Ульяновской области. Входит в состав Красносельского сельского поселения.

## География
Посёлок находится в долине реки Сызранка, на расстоянии примерно 24 км (по прямой) к востоку от посёлка городского типа Новоспасское, административного центра района.

## История
Посёлок возник в годы советской власти в связи со строительством крупозавода.

## Население
| 2010 |
| ---- |
| 581  |

### Национальный состав
Согласно результатам переписи 2002 года, в национальной структуре населения русские составляли 93 % из 625 чел.

## Инфраструктура
В посёлке функционируют крупозавод, школа, дом культуры, медпункт, стадион, детский сад.